# Goldenfels (Schiff, 1911)
Die 1911 in Dienst gestellte zweite Goldenfels der Deutschen Dampfschiffahrtsgesellschaft „Hansa“ (DDG „Hansa“) war eines der größten Schiff der Reederei.
Im Ersten Weltkrieg wurde die im Ostasiendienst eingesetzte Goldenfels kurz als Hilfsschiff des Kleinen Kreuzers Königsberg im Indischen Ozean genutzt. Sie lief dann nach Sabang und überstand dort den Krieg.
1919 ausgeliefert, lief sie, zuletzt als Brocktown unter britischer Flagge, bis sie 1923 von der DDG „Hansa“ zurückgekauft wurde. 1936 wurde die Goldenfels verkauft. Unter dem Namen Amerika wurde das Schiff von der Reederei Schulte & Bruns weiter eingesetzt, bis es am 21. Februar 1942 vor Terschelling nach einem Minentreffer sank.

## Geschichte des Schiffes
Als die DDG „Hansa“ 1910 ihre Vereinbarung mit der Hapag veränderte und erweiterte und sie nun auch an den Liniendiensten der Hapag nach Ostasien und zurück beteiligt wurde, bestellte die „Hansa“ für diesen Dienst zwei Neubauten bei Swan, Hunter & Wigham Richardson Ltd. in Newcastle-on-Tyne und bei der AG Weser in Bremen mit einer Tragfähigkeit von über 11.000 tdw, die 1911 als Goldenfels bzw. O.J.D. Ahlers fertiggestellt wurden.
Die in Newcastle mit der BauNr. 860 bestellte Goldenfels lief am 22. September 1911 vom Stapel und erhielt den Namen des am 31. Juli 1911 nach Hamburg verkauften ersten Schiffes dieses Namens, das 1895 als erster von der DDG „Hansa“ bei der Werft in Low Walker bestellter Neubau fertiggestellt wurde, nachdem die Reederei dort 1882 bei ihrer Gründung ein bereits im Bau befindliches Schiff als Ehrenfels angekauft hatte. Der Neubau war das letzte von der DDG „Hansa“ auf einer britischen Werft bestellte Schiff, von denen Swan, Hunter & Wigham Richardson zwischen den beiden Goldenfels allein 26 Schiffe lieferten und daneben nur vier von anderen britischen Werften geliefert wurden. Im gleichen Zeitraum von 1895 bis 1911 lieferten fünf deutsche Werften 33 Neubauten an die Bremer Frachtschiffsreederei gegenüber den 32 Neubauten aus Großbritannien.
Der bei Swan Hunter entstandene Neubau war 142,78 m lang, 17,83 m breit und hatte einen Tiefgang von 8,27 m, wie das in Bremen gebaute Schwesterschiff O.J.D. Ahlers. Die Goldenfels war mit 7.463 BRT vermessen und konnte bis zu 11.460 tdw tragen. Angetrieben wurde der Neubau von einer 4-Zylinder Vierfach-Expansions-Dampfmaschine der Bauwerft, die 3000 PSi auf eine Schraube leistete und eine Geschwindigkeit von 11,3 kn ermöglichte. Das Ladegeschirr bestand aus je einem 30-t- und 20-t-Ladebaum sowie 16 5-t-Bäumen. Die Besatzung bestand aus 16 Europäern und 61 Indern.
Die Goldenfels wurde am 23. November 1911 an die DDG „Hansa“ abgeliefert und in den gemeinsamen Liniendienst der Reederei mit der Hapag nach Ostasien eingefügt.

### Kriegsschicksal
Kurz vor Beginn des Ersten Weltkriegs befand sich die Goldenfels auf der Heimfahrt kurz vor der Einfahrt in das Rote Meer. Die vor dem Kriegsausbruch aus Deutsch-Ostafrika ausgelaufene Königsberg versuchte, den Frachter Reichenfels der DDG „Hansa“ an sich zu ziehen, der mit einer Kohlenladung von 6000 t sich auf dem Weg von Aden nach Indien befand. Die Reichenfels empfing die Funksprüche der Königsberg nicht und lief ohne Wissen des Kriegsausbruchs weiter nach Colombo, wo sie am 5. August eintraf und beschlagnahmt wurde. Während der Kreuzer im Seegebiet vor Aden wie über Funk vereinbart am 6. August 1914 den Reichspostdampfer Zieten traf, wurde ein zweiter Dampfer gesichtet, der erst nach einem Warnschuss stoppte. Es war die Goldenfels, die die Königsberg für einen britischen Kreuzer gehalten hatte. Beide deutschen Schiffe wurden als Hilfsschiffe von der Marine übernommen. Die deutschen Schiffe hatten aber ein Kohlenproblem, da der Kleine Kreuzer einen großen Teil seines geringen Kohlenbestandes beim Abschütteln der britischen Bewacher vor der Kolonie schon verbraucht hatte. Die Zieten hatte einen geringen Kohlenbestand, da sie in Aden ihre Bestände für die Heimfahrt auffüllen sollte. Der Bestand der Goldenfels war größer, ihre Kohlen schienen aber für die empfindlichere Antriebsanlage des Kreuzers ungeeignet. Die Goldenfels wurde daher zu den Kuria-Muria-Inseln vor der Küste von Oman entlassen. Auch mit der Zieten wurde ein neuer Treffpunkt vereinbart. Auch Treffen mit der Ostmark der Hapag brachte keine Verbesserung der Versorgungslage des Kreuzers.

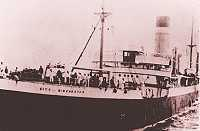
Die erste deutsche Kriegsprise City of Westminster

Am 10. traf der Kreuzer bei der Insel Sauda erneut mit der Goldenfels zusammen und übernahm doch den größten Teil ihrer Kohlen, da das Frachtschiff auch einen Teil seiner Kopraladung verbrennen konnte. Die Goldenfels blieb bei der Insel Hallanij vor Anker und sollte erst nach Eintreffen des aus Ostafrika erwarteten Versorgers Somali einen Schutzhafen aufsuchen. Sie hatte auch einen Teil der Besatzung der einzigen Prise des Kreuzers, der City of Winchester der Ellerman Lines, an Bord. Den anderen Teil hatte schon die Zieten übernommen, die nach Mosambik entlassen worden war.

Am 14. August entließ der Kreuzer nach dem Eintreffen der Somali die Goldenfels, die den gewünschten Kurs auf Daressalam gegen den Monsun mit den wenigen noch verbliebenen Kohlen nicht halten konnte und dann nach Niederländisch-Indien lief. Dort traf sie am 28. August 1914 in Sabang ein und verblieb dort die gesamte Kriegszeit. Sie hatte ihre Kohlen gänzlich verbraucht und auch einen Teil der Kopraladung verbrannt.
Am 30. September 1919 wurde die Goldenfels von der niederländischen Regierung an Großbritannien ausgeliefert.

### Dienst unter britischer Flagge
Die britische Regierung setzte das Schiff bereedert von der Union-Castle Line ohne Namensänderung ein. Im Jahr 1921 kaufte die Brock Steamship Co. Ltd. in London die Goldenfels und nannte sie Brocktown. Nach einem Einsatz in Zeitcharter bei der DDG „Hansa“ kaufte die Reederei am 12. Juli 1923 ihr früheres Schiff zurück.

Sie war, nach der vorgenannten Reichenfels, der in Argenfels umbenannten Ockenfels von 1910 und der in Rolandseck umbenannten ehemaligen Florenz von Sloman, der vierte Rückkauf eines ehemals deutschen Schiffes durch die DDG „Hansa“. Bis 1926 kaufte die Reederei noch fünf weitere derartige Schiffe, von denen zwei schon vor dem Weltkrieg bei der „Hansa“ in Dienst und zwei während des Krieges für sie gebaut, aber nie eingesetzt worden waren.

### Wieder unter deutscher Flagge
Das Schiff wurde unter seinem ursprünglichen Namen Goldenfels von 1923 bis 1936 wieder von der DDG „Hansa“ auf deren Stammlinien in den Mittleren Osten eingesetzt.
Am 26. Oktober 1936 verkaufte die DDG „Hansa“ ihr inzwischen ältestes Schiff an die Atlas Reederei A. G. in Emden, die von Schulte & Bruns betrieben wurde. Die neuen Eigner benannten das Schiff in Amerika um und setzten es vor allem zum Erztransport ein. In diesem Dienst blieb das Schiff auch im Zweiten Weltkrieg, bis es am 21. Februar 1942 nach einem Minentreffer vor Terschelling sank.

### Angekaufte ehemals Deutsche Schiffe der DDG „Hansa“
| Ankauf     | Name            | Bauwerft               | BRT tdw     | Stapellauf in Dienst  | weiteres Schicksal |
| 6.12.1921  | Reichenfels (1) | Swan Hunter BauNr. 406 | 4743 7023   | 7.09.1903             | 1914 in Colombo beschlagnahmt, 1915: Polglass Castle, 1921 Rückkauf, 1930 aufgelegt, ab Dezember 1933 Abbruch |
| 13.12.1921 | Rolandseck (3)  | Flensburg BauNr. 250   | 1826 2070   | 26.08.1905 7.10.1905  | ex Florenz / Rob. M. Sloman, Juni 1920 ausgeliefert: Brooklane, Dezember 1921 Ankauf, Dezember 1932 Verkauf an DG Neptun: umbenannt in Saturn, 1937 Lucy Borchardt, 1938 ausgeflaggt nach Großbritannien, 1939 Munitionslagerschiff, 1951 zum Abbruch |
| 28.06.1923 | Argenfels (2)   | Tecklenborg BauNr. 235 | 5684 8976   | 9.04.1910 28.05.1910  | ex Ockenfels, 1914 bis 1917 in Boston, beschlagnahmt und als USS Pequot eingesetzt, 1923 gechartert, dann Rückkauf und Umbenennung, Ende 1932 zum Abbruch verkauft,                                                                                   |
| 12.07.1923 | Goldenfels (2)  | Swan Hunter BauNr. 860 | 7463 11.460 | 22.09.1911 23.11.1911 | 1914 bis 1919 in Sabang aufgelegt, 1921 in Brocktown umbenannt, gechartert, 1923 Rückkauf, 1936 an Schulte & Bruns verkauft, umbenannt in Amerika, 21. Februar 1942 gesunken                                                                          |
| 15.09.1923 | Crostafels (1)  | Swan Hunter BauNr. 714 | 5010 7460   | 05.1904 8.08.1904     | März 1919 ausgeliefert, 1921 Brookfield, gechartert, 1923 Rückkauf, April 1930 aufgelegt, Dezember 1932 zum Abbruch verkauft |
| 25.10.1923 | Axenfels (2)    | AG Weser BauNr. 178    | 5325 8188   | 5.08.1911 15.09.1911  | ex Steinturm, 1914 Hunnie, 1923 Rückkauf und Umbenennung, Juli 1932 aufgelegt, Dezember 1932 zum Abbruch verkauft |
| 10.1924    | Wolfsburg (2)   | Tecklenborg BauNr. 268 | 6201 10.020 | 12.06.1915 28.06.1916 | März 1919 ausgeliefert, 1920 Baron Lovat, 1924 Rückkauf, am 2. März 1940 aus Brasilien kommend in der Dänemarkstraße selbst versenkt vor dem britischen Schweren Kreuzer Berwick                                                                      |
| 03.1926    | Ehrenfels (4)   | AG Weser BauNr. 199    | 5910 8920   | 28.06.1914 30.07.1914 | ex Neumark / Hapag, Juni 1919 ausgeliefert, 1920 Baron Cawdor, 1926 Ankauf und Umbenennung, Januar 1933 Verkauf an Schuchmann: umbenannt in Westsee, am 30. November 1942 nach Minentreffer vor Petsamo Totalschaden                                  |
| 25.06.1926 | Stolzenfels (4) | Tecklenborg BauNr. 269 | 7509 11.104 | 25.11.1915 11.11.1916 | ex Altenfels, März 1919 ausgeliefert, 1920 Eastern Prince, 1926 Rückkauf und Umbenennung, 1928 Abdampfturbine, September 1939 Sperrbrecher XII, sp. 12, am 20. März 1941 nach Lufttorpedotreffer vor Schiermonnikoog gesunken                         |